# Martín Rivero
Martín Rodrigo Rivero (Roldán, Provincia de Santa Fe, Argentina; 13 de noviembre de 1989) es un futbolista argentino. Juega como mediocampista central y su primer equipo fue Rosario Central. Actualmente milita en Brown de Puerto Madryn del Torneo Federal A.

## Trayectoria

### Rosario Central
Nació futbolísticamente en el Club Atlético Defensores Sportsman de Roldán, su ciudad natal. Debutó en Primera División con la camiseta de Rosario Central el 20 de junio de 2008, en la derrota 2-1 ante Argentinos Juniors por el Torneo Clausura 2008.
Volvió a tener oportunidades en el primer equipo en el Torneo Clausura 2010 donde su equipo peleó todo el campeonato por no descender. Al terminar la temporada Central tuvo que jugar la promoción ante All Boys para permanecer en la categoría y Martín disputó ambos encuentros. Jugó un total de 10 partidos en la temporada y su equipo descendió a la Primera B Nacional.
En la temporada 2010-2011 jugó un total de 30 encuentros y marcó 4 goles, sin embargo su equipo no logró volver a primera ya que finalizó en la mitad de la tabla de posiciones. En la siguiente temporada, con la llegada de Juan Antonio Pizzi, comenzó siendo suplente pero con el correr de los partidos se ganó un lugar como titular. Llegó a disputar 12 partidos y le marcó un gol de tiro libre a Aldosivi de Mar del Plata.
En enero de 2012 Martín entró en un conflicto con la dirigencia de su equipo por no renovar su contrato que vencía en junio de ese año. Por este motivo fue separado del plantel y no asistió a la pretemporada. El jugador siguió siendo citado para entrenar por separado pero solo se presentó el primer día.

### Colorado Rapids
En febrero de 2012 se informó que fue dado a préstamo al Colorado Rapids de Estados Unidos. Marcó su primer gol el 6 de mayo de 2012 ante FC Dallas

## Estadísticas
- Actualizado al 17 de agosto de 2025

### Clubes
| Club                                | Div.                | Temporada           | Liga | Liga | Copa Nacional | Copa Nacional | Copa Internacional | Copa Internacional | Total | Total |
| Club                                | Div.                | Temporada           | PJ   | G    | PJ            | G             | PJ                 | G                  | PJ    | G     |
| ----------------------------------- | ------------------- | ------------------- | ---- | ---- | ------------- | ------------- | ------------------ | ------------------ | ----- | ----- |
| Rosario Central Argentina           | 1.ª                 | 2007/08             | 1    | 0    | -             | -             | -                  | -                  | 1     | 0     |
| Rosario Central Argentina           | 1.ª                 | 2008/09             | 0    | 0    | -             | -             | -                  | -                  | 0     | 0     |
| Rosario Central Argentina           | 1.ª                 | 2009/10             | 10   | 0    | -             | -             | -                  | -                  | 10    | 0     |
| Rosario Central Argentina           | 2.ª                 | 2010/11             | 30   | 4    | -             | -             | -                  | -                  | 30    | 4     |
| Rosario Central Argentina           | 2.ª                 | 2011/12             | 12   | 1    | 0             | 0             | -                  | -                  | 12    | 1     |
| Rosario Central Argentina           | Total               | Total               | 53   | 5    | 0             | 0             | -                  | -                  | 53    | 5     |
| Colorado Rapids Estados Unidos      | 1.ª                 | 2012                | 30   | 2    | 1             | 0             | -                  | -                  | 31    | 2     |
| Colorado Rapids Estados Unidos      | 1.ª                 | 2013                | 17   | 1    | 0             | 0             | -                  | -                  | 17    | 1     |
| Colorado Rapids Estados Unidos      | Total               | Total               | 47   | 3    | 1             | 0             | -                  | -                  | 48    | 3     |
| Colorado Rapids Res. Estados Unidos | 2.ª                 | 2013                | 5    | 1    | -             | -             | -                  | -                  | 5     | 1     |
| Colorado Rapids Res. Estados Unidos | Total               | Total               | 5    | 1    | -             | -             | -                  | -                  | 5     | 1     |
| Chivas USA Estados Unidos           | 1.ª                 | 2014                | 7    | 0    | 1             | 0             | -                  | -                  | 8     | 0     |
| Chivas USA Estados Unidos           | Total               | Total               | 7    | 0    | 1             | 0             | -                  | -                  | 8     | 0     |
| Chivas USA Res. Estados Unidos      | 2.ª                 | 2014                | 2    | 0    | -             | -             | -                  | -                  | 2     | 0     |
| Chivas USA Res. Estados Unidos      | Total               | Total               | 2    | 0    | -             | -             | -                  | -                  | 2     | 0     |
| Aldosivi Argentina                  | 1.ª                 | 2015                | 16   | 0    | 0             | 0             | -                  | -                  | 16    | 0     |
| Aldosivi Argentina                  | 1.ª                 | 2016                | 16   | 0    | 2             | 0             | -                  | -                  | 18    | 0     |
| Aldosivi Argentina                  | Total               | Total               | 32   | 0    | 2             | 0             | -                  | -                  | 34    | 0     |
| Unión Argentina                     | 1.ª                 | 2016/17             | 14   | 0    | 0             | 0             | -                  | -                  | 14    | 0     |
| Unión Argentina                     | Total               | Total               | 14   | 0    | 0             | 0             | -                  | -                  | 14    | 0     |
| Patronato Argentina                 | 1.ª                 | 2017/18             | 25   | 2    | 0             | 0             | -                  | -                  | 25    | 2     |
| Patronato Argentina                 | Total               | Total               | 25   | 2    | 0             | 0             | -                  | -                  | 25    | 2     |
| Belgrano Argentina                  | 1.ª                 | 2018/19             | 9    | 0    | 2             | 0             | -                  | -                  | 11    | 0     |
| Belgrano Argentina                  | 2.ª                 | 2019/20             | 17   | 0    | 1             | 0             | -                  | -                  | 18    | 0     |
| Belgrano Argentina                  | 2.ª                 | 2020                | 5    | 0    | -             | -             | -                  | -                  | 5     | 0     |
| Belgrano Argentina                  | Total               | Total               | 31   | 0    | 3             | 0             | -                  | -                  | 34    | 0     |
| San Martín (SJ) Argentina           | 2.ª                 | 2021                | 30   | 0    | 2             | 0             | -                  | -                  | 32    | 0     |
| San Martín (SJ) Argentina           | 2.ª                 | 2022                | 34   | 2    | -             | -             | -                  | -                  | 34    | 2     |
| San Martín (SJ) Argentina           | Total               | Total               | 64   | 2    | 2             | 0             | -                  | -                  | 66    | 2     |
| Agropecuario Argentina              | 2.ª                 | 2023                | 33   | 3    | -             | -             | -                  | -                  | 33    | 3     |
| Agropecuario Argentina              | 2.ª                 | 2024                | 25   | 1    | 1             | 0             | -                  | -                  | 26    | 1     |
| Agropecuario Argentina              | Total               | Total               | 58   | 4    | 1             | 0             | -                  | -                  | 59    | 4     |
| Brown (PM) Argentina                | 3.ª                 | 2025                | 19   | 0    | -             | -             | -                  | -                  | 19    | 0     |
| Brown (PM) Argentina                | Total               | Total               | 19   | 0    | -             | -             | -                  | -                  | 19    | 0     |
| Total en su carrera                 | Total en su carrera | Total en su carrera | 357  | 17   | 10            | 0             | -                  | -                  | 367   | 17    |